# UB 110
UB 110 war ein deutsches U-Boot des Typs UB III, das im Ersten Weltkrieg eingesetzt wurde. Einziger Kommandant war Kapitänleutnant Werner Fürbringer. Es wurde am 18. Juli 1918 vom britischen Zerstörer Garry unter dem Kommando von Charles Lightoller vor der Ostküste Englands gerammt und versenkt.
Die Besatzung konnte sich zunächst bis auf die beiden Funker aus dem sinkenden U-Boot retten. Währenddessen wurde das sinkende Wrack weiter von dem Zerstörer sowie den Geleitschiffen ML 49 und ML 263 beschossen. Anschließend beschossen die Fahrzeuge die im Wasser treibenden Überlebenden, sodass nur 13 der 34 Besatzungsmitglieder überlebten.
Das Boot wurde gehoben und später verschrottet. Fotoaufnahmen des Boots wurden 2016 veröffentlicht.